# 科斯明·孔特拉
科斯明·孔特拉（Cosmin Contra，1975年12月15日—）是一名羅馬尼亞足球運動員，擔任右後衛。

## 生平
孔特拉是在家鄉球會出道，早於1996年已加盟位於首都之班霸布加勒斯特戴拿模，一打就打了三年。
孔特拉是在1999年轉會至西班牙球會阿拉维斯才嶄露頭角。時他隨球會打入歐洲足協盃決賽，僅敗於當屆冠軍利物浦。也因如此他被選為2001年羅馬尼亞足球先生。2001年轉投AC米蘭，惟僅打了一季，就返回西甲效力馬德里體育會。
隨著在球會失去重用，孔特拉於2004年遭到外借，效力英超球會西布朗。但在效力期間只能打了六場，因而僅外借了半年，在離開時還在最後一場比賽取得紅牌。
2005年夏季孔特拉由馬德里體育會轉至基達菲。
作为球员，孔特拉曾在2001/02赛季效力当时还处在后黄金时代的AC米兰。但在效力一年之后，他被AC米兰出售到了马德里竞技。在经历了效力马竞、西布朗及蒂米什瓦拉期间的不如意后，孔特拉在赫塔菲取得了成功，同时取得了西班牙国籍。
孔特拉在10/11赛季之后宣布退役，并向教练转型。经历了4年的积累，在作为主教练执教赫塔菲青年队，西班牙低级别联赛球队(FC Fuenlabrada )及罗马尼亚联赛球队(Petrolul Ploiesti)后，孔特拉在13/14赛季获得执教西甲赫塔菲队的机会。在2014年3月10日接手球队后，赫塔菲的战绩还算不错。球队取得了4胜3平4负的成绩，其间还2-2逼平了强大的巴萨，战胜了巴伦西亚。球队的成绩也止跌反弹，最终定格在了第14名。
2015年，孔特拉出任中超球队广州富力主教练。赛季后半段，他被球队解雇。
2016年6月，孔特拉出任西乙球队阿尔科孔主教练，但仅仅带队4个月就被解雇。
2017年2月，孔特拉出任罗马尼亚足球甲级联赛球队布加勒斯特迪纳摩主教练。

## 外部連結
- 足球数据库：孔特拉的球员统计数据